# Акарнан
У грецькій міфології Акарнан (давньогрецька : Ἀκαρνάν ; родовий відмін Ἀκαρνᾶνος походить від ἀκαρνάν akarnan 'лавр' або 'осот'  ) був ім'ям цих двох персонажів:
- Акарнан, син Алкмеона і Калліро.
- Акарнан, один з женихів Пенелопи, які прийшли з острову Дулічіум разом з іншими 56 чоловіками. Разом з іншими сватами був убитий Одіссеєм за допомогою Євмея, Філоетія та Телемаха.